# Страна Гонгури
«Страна Гонгу́ри» (другое название — «Открытие Риэля») — научно-фантастическая повесть 1922 года советского писателя Вивиана Итина. Одна из первых советских утопий.

## Сюжет и его художественные особенности
Повесть написана в характерной для начала 1920-х годов манере: своей концентрированной «стиховой» образностью, ритмизацией, символикой, эмоциональностью он напоминает поэму в прозе.
Итин оригинально решил жанровую проблему «современной» утопии тех лет. Он показал, что хроникально-непрерывное сюжетное продолжение настоящего в будущее не обязательно. В «Стране Гонгури» философский образ будущего соотнесён с настоящим композиционно — как бы окольцован трагическим эпизодом из гражданской войны в России.
Попавший в плен к колчаковцам молодой революционер Гелий брошен в тюрьму и ожидает расстрела. Его сокамерник, старый врач Митч, бывший политэмигрант, погружает юношу в гипнотический сон, в котором тот переносится почти на 2000 лет вперёд во времени. Ночью, очнувшись от видений, Гелий рассказывает Митчу историю своей жизни в будущем.
В своём сне Гелий перевоплощается в юношу по имени Риэль (подобный мотив перевоплощения встречается, например, у Джека Лондона в «Звёздном скитальце» и хорошо известен русским символистам). Современники Риэля преодолели социальные противоречия, усовершенствовали и преобразовали свой мир, их основные занятия — искусство и наука.
Впрочем, устройство этого утопического общества описано автором довольно схематично — повествование посвящено главным образом личным впечатлениям и переживаниям Риэля. Он участвует в экспедиции на другую планету, затем возвращается и, стремясь быть достойным любви красавицы Гонгури, начинает заниматься научными исследованиями. В процессе работы научная страсть вытесняет его любовь к девушке. Риэль совершает одно открытие за другим. Он создаёт машину, которая позволяет видеть строение материи. В его представлении, Вселенная и атом построены по единому плану. Рассматривая под огромным увеличением Голубой Шар, когда-то созданный на основе мозга одного из выдающихся учёных страны, он в одной из сложных молекул находит Солнечную систему и одну из её планет — Землю. Он наблюдает круг несчастий, единообразно повторяющийся в истории разумных существ, разбросанных по Вселенной. Психика Риэля надламывается — не выдержав увиденных сцен войн, жестокости, насилия, он принимает яд.
Видение заканчивается, Гелий приходит в себя в камере тюрьмы. На рассвете юношу расстреливают.

## История написания и издания
Лёгший в основу «Страны Гонгури» рассказ «Открытие Риэля» был написан Итиным в 1916 году. Позже автор вспоминал:

Я написал рассказ, направленный против войны, гордо назвав его романом. (…) Аналогия между солнечной системой и атомом казалась в то время смелой. Я думал, что подобного представления достаточно, чтобы армии бросили оружие.

Рассказ был передан в редакцию горьковского журнала «Летопись» в 1917 году. Горький одобрительно отнёсся к рукописи, но журнал скоро закрылся, рассказ осталась ненапечатанным, а рукопись пропала.
В 1922 году родственники Итина переслали ему из Петрограда в Канск, где он работал завагитпропом, сохранившуюся копию рукописи. Автор расширил его и в том же году опубликовал. Книга была отпечатана, как и тогдашние газеты в Канске, на обёрточной бумаге от конфет, реквизированных у купца Коновалова, бывшего владельца конфетной фабрики. Итин писал:

Мне стало жаль воскресшей рукописи: она могла пропасть бесследно в любую минуту. Я поместил своих героев в более подходящее место — в одиночку колчаковской тюрьмы — и напечатал на бумаге, принадлежавшей газете «Канский крестьянин», книжку под названием «Страна Гонгури». На обложке стояла надпись: «Государственное издательство». Это было совершенно незаконное, самозваное издание; но в данном случае я действовал по линии «Охраны памятников искусства и старины».

Сохранилось лишь несколько экземпляров этого издания. В письме к Горькому Итин писал:

Я очень удивлён, что эта книжка дошла до Вас и осталась в памяти. Тираж, кажется, 800. Экземпляров 700, наверное, купили канские мужики на цигарки, так как «Страна Гонгури» была очень дешева — 20 000 рублей за штуку, а бумага подходящая...
— Письмо В. Итина М. Горькому от 29 декабря 1927 года
Уцелевшие дарственные экземпляры сибиряки уничтожили после арестов 1938 года. Возможно, одной из причин этого были слова, которые произносит герой книги, и которые отсутствуют в позднейших изданиях:

Я никому не говорил об этом. Ты знаешь, я не люблю членов партии. Я знаю, что они необходимы в эпоху борьбы и армий, и что они хорошие боевые товарищи, но я не люблю их.

Впоследствии это произведение несколько раз переиздавалось, как при жизни Итина, так и после его гибели и реабилитации в 1956 году. Сначала «Открытие Риэля» (по варианту московского издания 1927 года) было издано в Германии, (Берлин, 1980, 1981; Гамбург, 1987, 1988), затем в Новосибирске (1983), Красноярске (1985) и в Канске (1994) — по канскому варианту редакции (1922) с названием «Страна Гонгури».
В издания 1927 года автор внёс ряд добавлений и исправлений. Эти изменения не понравились Горькому, который писал Итину:

«Открытие Риэля» было издано под титулом «Страна Гонгури» в Канске, в 22 году. Об этом Вам следовало упомянуть. Сделанные Вами исправления не очень украсили эту вещь. Однако, мне кажется, что Вы, пожалуй, смогли бы хорошо писать «фантастические» рассказы. Наша фантастическая действительность этого и требует.

### Происхождение названия
В одном из своих стихотворений Итин писал:

Ветра, в предвосхищенье бури,

Берут стремительный разгон

Туда, где имя речки Ури,

Таёжной, звонкой речки Ури,

Звучит раскатисто, как гонг.

В письме к поэту Леониду Мартынову он разъясняет:

Гонг Ури! Объединённые стихотворным ритмом, эти слова прозвучали едино. Единое целое. Кстати, в детстве я название романа Джека Лондона так и представлял — «Зовпредков». Вот и здесь получилось Гонгури. Что могло так называться? На это предстояло мне ответить долгими ночами над листом бумаги с карандашом в руке.
— Цитируется по: Итина Л. В. Я был искателем чудес // Фантакрим MEGA. — 1994. — № 1. — С. 36-37.
В примечаниях к изданию 1927 года название повести связывается с «гонгоризмом» — испанской поэтической школой XVII века, основанной поэтом Луисом де Гонгора-и-Арготе и утверждавшей «культ чистой формы», отсутствие сюжета, усложнённость языка.
Именем Гонгури Итин назвал дочь, которая умерла вскоре после рождения.

## Издания
- Итин В. Страна Гонгури. — Канск: Гос. изд-во, 1922. — 86 с.
- Итин В. Страна Гонгури: Повесть // Итин В. Высокий путь: Повести. — М.—Л.: Госиздат, 1927. — 274 с. — 6000 экз.
- Итин В. Открытие Риэля: Фантаст. повесть // Сибирские огни. — Новосибирск, 1927. — № 1. — С. 62-91.
- Итин В. Страна Гонгури // Страна Гонгури / Составитель Л. В. Итина. — Новосибирск: Западно-Сибирское кн. изд-во, 1983. — С. 20-84. — 352 с. — 50 000 экз.
- Итин В. Страна Гонгури (Открытие Риэля): [Повесть] // Страна Гонгури / Составитель: Виктор Ермаков. — Красноярск: Красноярское кн. изд-во, 1985. — С. 15-59. — 456 с. — 50 000 экз.
- Итин В. Открытие Риэля // Советская фантастика 20 — 40-х годов / Составитель: Дмитрий Зиберов. — М.: Правда, 1987. — Т. 6. — С. 191-238. — 576 с. — (Библиотека фантастики в 24-х томах). — 400 000 экз.
- Итин В. Открытие Риэля // Итин В. Страна Гонгури. — Канск, 1994.
- Итин В. Страна Гонгури // Венецианское зеркало: Т.14: Русская фантастика 10-20-х гг. XX в.. — М.: Русская книга, 1999. — С. 57-104. — 512 с. — (Библиотека русской фантастики). — 5700 экз. — ISBN 5-268-01034-4, 5-268-01070-0.